# Шевченко, Валериан Григорьевич
Валериан Григорьевич Шевченко (20.06.1923 — 13.05.1991) — российский учёный в области ядерной спектроскопии и физики высоких энергий, доктор физико-математических наук, профессор.

## Биография
Родился 20 июня 1923 г. в г. Исилькуль Омской области. В 1941 г. окончил с золотой медалью Салехардскую среднюю школу.
Добровольцем записался в армию, служил в Военно-Воздушных частях Военно-Морских сил СССР (3 школа пилотов первоначального обучения, Иркутское авиац. уч-ще, ВМАУ им. Леваневского), младший лейтенант, штурман звена. Награждён медалью «За победу над Германией».
В 1948 г. уволился в запас и поступил на физический факультет МГУ, который окончил с отличием в 1953 г. Был оставлен на кафедре, с 1954 по 1957 г. аспирант (научный руководитель академик В. И. Векслер). В 1958 г. защитил кандидатскую диссертацию:
- Угловые и энергетические распределения фотопротонов, образующихся при фоторасщеплении Li6, Be9 и C¹² спектрами γ-излучения с максимальными энергиями до 84 мэв : диссертация … кандидата физико-математических наук : 01.00.00. — Москва, 1958. — 113 с. : ил.

C 1959 г. старший преподаватель, с 1960 по 1967 г. — доцент кафедры ядерной спектроскопии физического факультета МГУ.
С 1962 по 1965 г. работал в составе представительства СССР в Международном агентстве по атомной энергии (МАГАТЭ, Австрия).
С 1967 по 1968 г. проректор МГУ.
В 1967 г. защитил докторскую диссертацию:
- Изучение механизма взаимодействия γ-квантов с атомными ядрами : диссертация … доктора физико-математических наук : 01.00.00. — Москва, 1967. — 294 с. : ил.

В 1968 г. присвоено звание профессора.
В 1968 г. основал и возглавил Лабораторию высоких энергий НИИЯФ МГУ. Она состояла из трех секторов — физики высоких энергий (зав. сектором Е. М. Лейкин), обработки (В. С. Мурзин) и фотоядерных реакций (Б. С. Ишханов). В начале 1969 г. численность лаборатории составила 80 человек, в неё кроме физиков входили инженеры, электронщики, механики. Сектор теории поля во главе с Ю. М. Широковым был создан в 1975 году.
Оставаясь руководителем лаборатории, с осени 1968 г. В. Г. Шевченко работал зам. директора Института теоретической и экспериментальной физики (ИТЭФ) и начальником отдела физики высоких энергий там же.
Область научных интересов — экспериментальная физика высоких энергий.
В 1990 г. выдвигался кандидатом в члены-корреспонденты АН СССР, но не был избран.
Умер 13 мая 1991 г. от сердечного приступа.